# Telmisartan
Il telmisartan è un principio attivo specifico utilizzato nel trattamento dell'ipertensione; appartiene alla classe degli Antagonisti del recettore per l'angiotensina II.

## Indicazioni
È utilizzato come medicinale in cardiologia per:
- ipertensione essenziale;
- prevenzione cardiovascolare: riduzione della morbosità cardiovascolare in pazienti con malattia cardiovascolare aterotrombotica manifesta (storia di coronaropatia, ictus o malattia arteriosa periferica) o diabete mellito di tipo 2 con danno documentato degli organi bersaglio.

## Controindicazioni
Insufficienza epatica grave. Da controllare la kaliemia, da evitare in gravidanza e durante l'allattamento, ostruzione delle vie biliari.

## Dosaggi
- Ipertensione, 20-40-80 mg al giorno (dose massima 80 mg al giorno)

## Farmacodinamica
I sartani sono antagonisti dei recettori dell'angiotensina II e impediscono l'interazione tra tale forma d'angiotensina e i recettori tissutali denominati AT1.
Il blocco dell'AT1 produce effetti simili agli ace-inibitori senza l'effetto collaterale più diffuso (la tosse).

## Effetti indesiderati
Alcuni degli effetti indesiderati sono ansia, alterazioni della visione, vertigini, nausea, vomito, iperuricemia, affaticamento, ipotensione, rash, bradicardia, mialgia, artralgia, eczema, tachicardia, insonnia, depressione, eosinofilia e iperkaliemia.